# Jawory (województwo pomorskie)
Jawory (kaszb. Jawòrë, niem. Gaffert) – wieś w Polsce położona w województwie pomorskim, w powiecie słupskim, w gminie Dębnica Kaszubska i nad rzeką Skotawą. Na południe od miejscowości znajdują się pozostałości IX-wiecznego grodziska obronnego.
W latach 1975–1998 miejscowość administracyjnie należała do województwa słupskiego.

## Nazwa
Współczesna nazwa miejscowości jest tzw. chrztem nazewniczym, opartym na resubstytucji niemieckiego zapisu Gaffert do nazwy pospolitej jawor, zaproponowanej przez Stanisława Kozierowskiego i zatwierdzonej przez KUNM. Etymologia niemieckiej nazwy Gaffert, historycznie odnotowywanej także w wariancie Gabbert, nie jest znana; prawdopodobnie jest to mocno zniekształcona adaptacja fonetyczna pierwotnej nazwy słowiańskiej.
Rada Języka Kaszubskiego proponuje kaszubską formę nazwy Jawòrë.

## Cmentarz
W Jaworach znajduje się nieczynny cmentarz położony na północ od zabudowań wsi, na wzniesieniu, po lewej stronie drogi prowadzącej z Budowa. Pierwotny układ cmentarza zachował się tylko częściowo i jest możliwy do odczytania dzięki starodrzewowi. W środkowej części cmentarza stworzono lapidarium na planie prostokąta z dobrze zachowanymi kamiennymi nagrobkami (w tym z niewielkich rozmiarów nagrobkiem z figurą anioła) i żeliwnymi krzyżami. Jest także pomnik poświęcony żołnierzom poległym w walkach prowadzonych w czasie I wojny światowej. Od strony drogi biegnącej do Jaworów z Budowa cmentarz jej ogrodzony. Wznosi się na nim wysoki, drewniany krzyż.

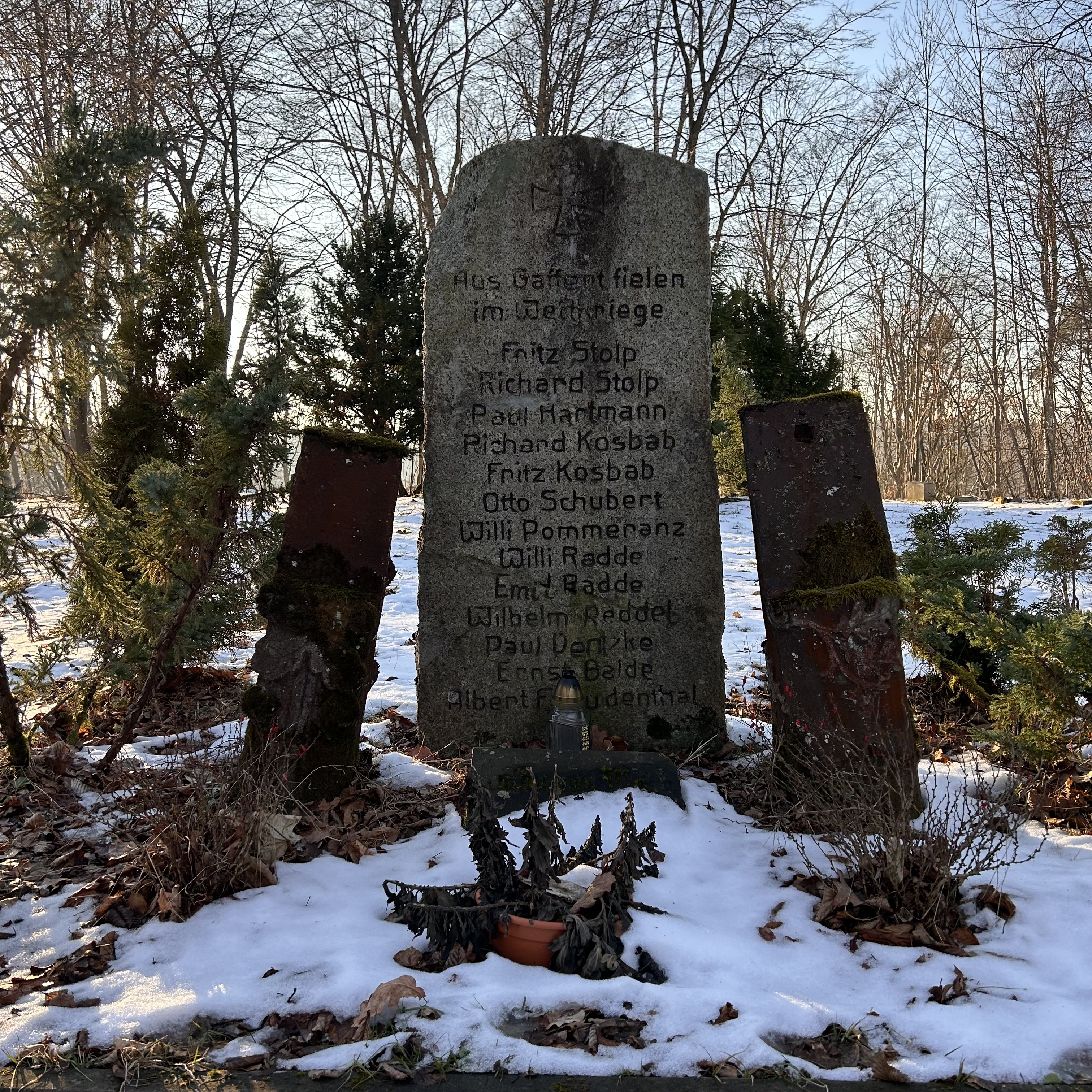
Pomnik poświęcony żołnierzom poległym w walkach prowadzonych w czasie I wojny światowej na cmentarzu ewangelickim w Jaworach
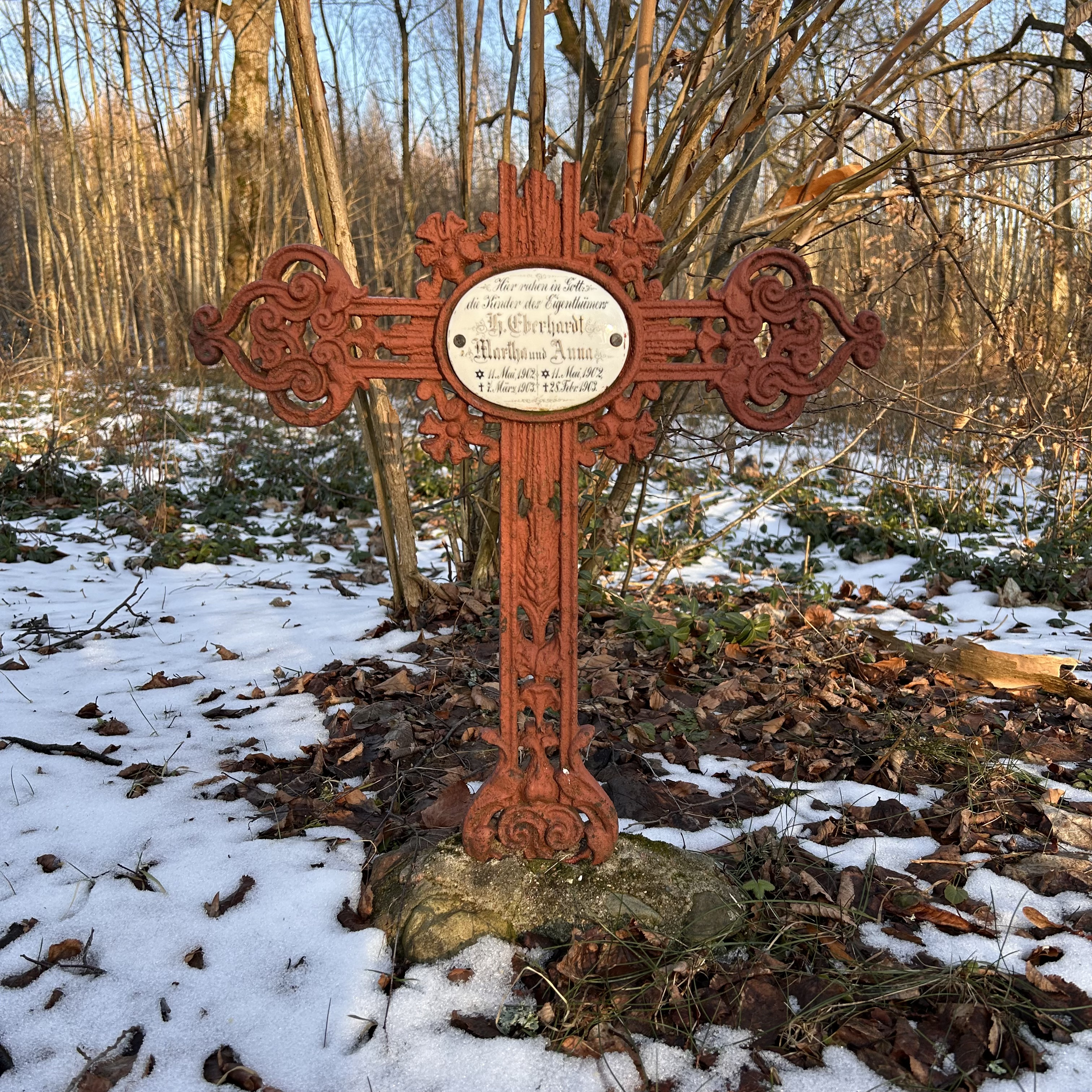
Ażurowy krzyż żeliwny upamiętniający pochówek dziewczynek Marthy (11.05.1902-07.03.1903) i Anny (11.05.1902-28.02.1903) Eberhardt na cmentarzu ewangelickim w Jaworach
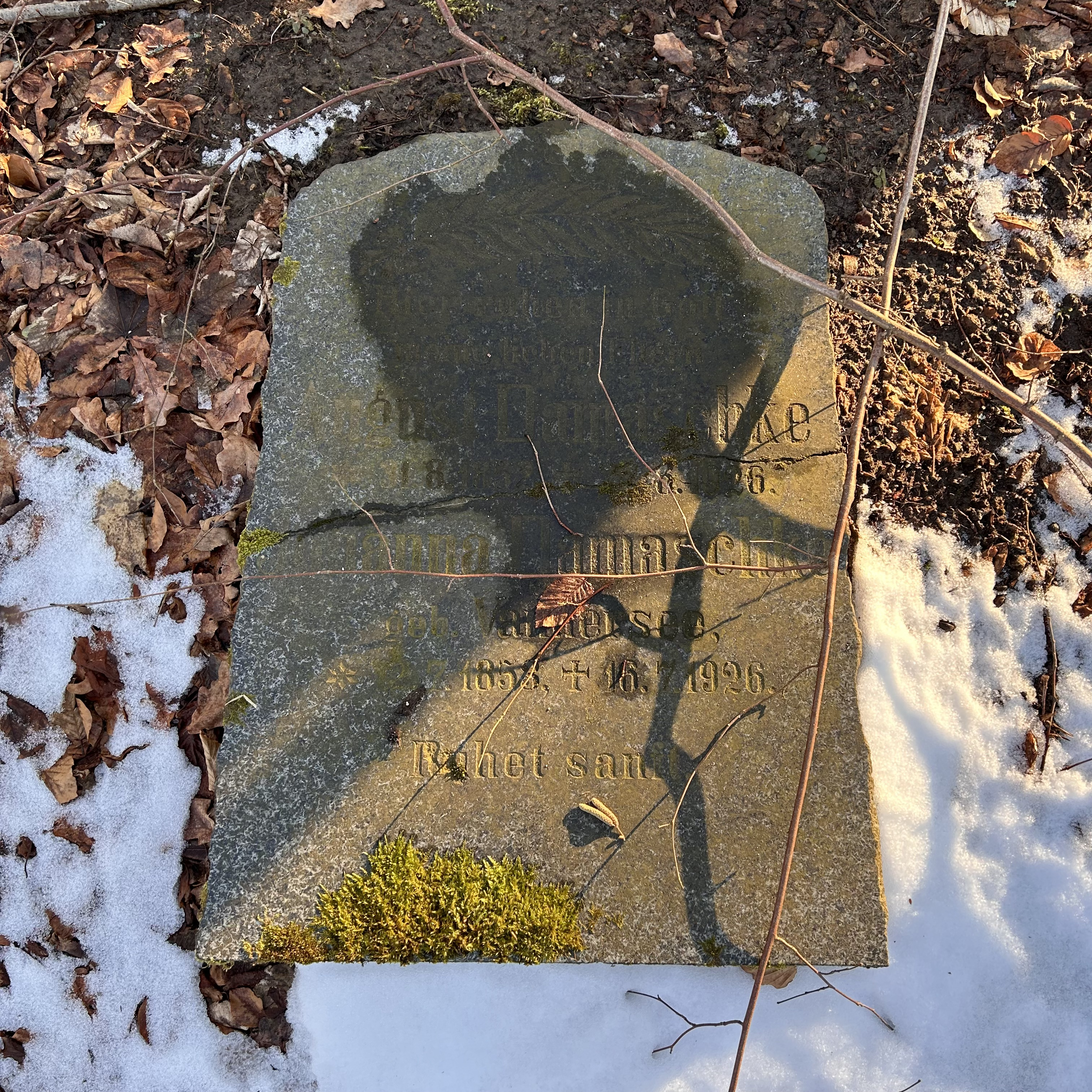
Betonowy nagrobek pionowy na cmentarzu ewangelickim w Jaworach; upamiętnia Augusta Damaschke (31.08.1852-27.06.1926) oraz jego żonę Johannę Damaschke z domu Vandersee (12.07.1853-16.07.1923)
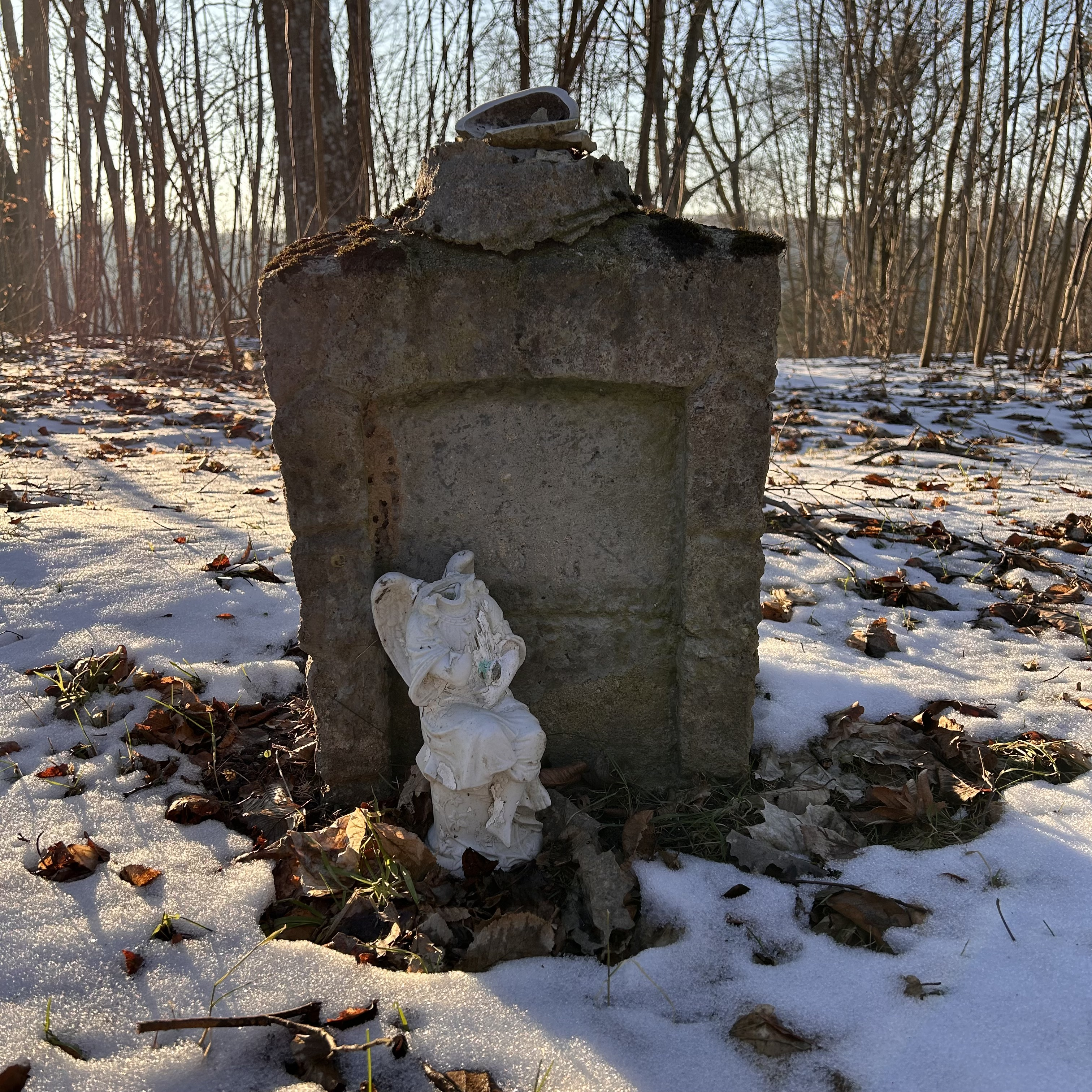
Betonowy nagronek pionowy bez tablicy inskrypcyjnej i figura anioła na cmentarzu ewangelickim w Jaworach
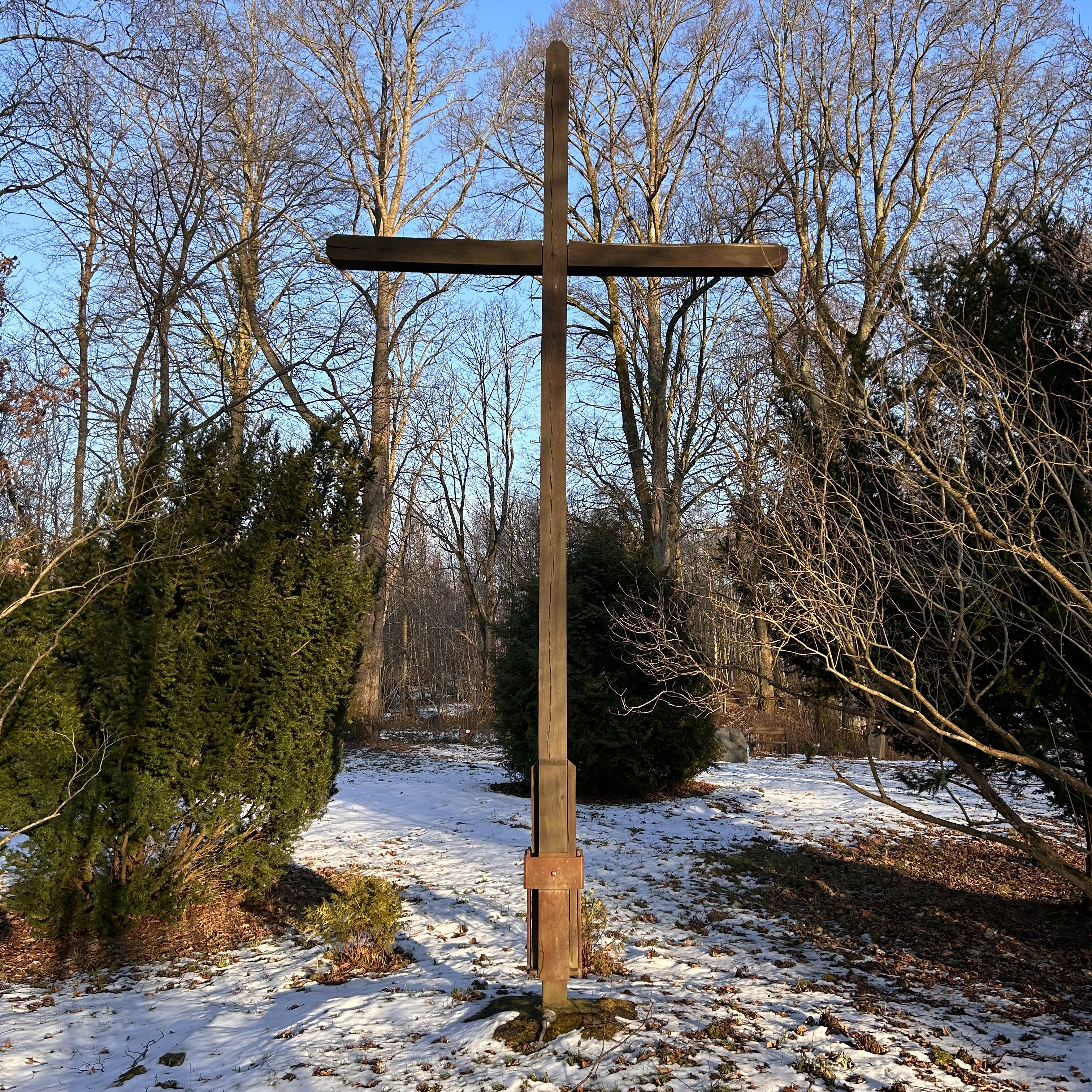
Drewniany krzyż na cmentarzu ewangelickim w Jaworach